# نواه فرانك
نواه فرانك (بالإنجليزية: Noah Franke)‏ (25 مارس 1995 في الولايات المتحدة - ) هو لاعب كرة قدم أمريكي في مركز الوسط.

## وصلات خارجية
- نواه فرانك على موقع قاعدة بيانات كرة القدم.إي يو (الإنجليزية)